# Arik Levy
Arik Levy, né en 1963, est un artiste et designer israélien, diplômé avec distinction en 1991 de l'Art Center Europe en Suisse. Il a développé une approche multidisciplinaire. Depuis 25 ans sa carrière est reconnue aussi bien artistiquement que dans les champs du design industriel. Il travaille actuellement dans son atelier à Paris.

## Expositions et installations artistiques
2020
- Commission de RockGrowth Hermitage, sculpture monumentale positionnée en face du satellite de l'Hermitage à Moscou dans le nouveau quartier Zilart. La sculpture faite complètement d'acier inox poli miroir fera plus de 20 mètres de haut et de large[3],[4].

2018
- Installation des sculptures VerticalGiant 660 et RockTripleFusionGiant 500 à Taipei, 2 sculptures monumentales à Da-An Park Towers par Sir Richard Rogers, Taïwan
- Biennale Internationale de Saint Paul de Vence (participants: Anthony Gormley, Jean-Pierre Raynaud, Tania Mouraud, Jan Fabre, etc.)[5]

2017
- Artis Naples, The Baker Museum, Naples, Florida – Unnatural History - Exposition personnelle
- Crystal Worlds Museum, Wattens – Chamber of Wonder n. 8
- Installation permanente de 4 sculptures monumentales à Shenzhen Bay Boning Garden, Chine
- Louise Alexander Gallery, Nomad, Monaco – Exposition personnelle

2016
- Design Miami, Miami – Ice by Arik Levy
- Rencontres d’Arles – « 20/20 », exposition de groupe
- Louise Alexander Gallery, exposition de groupe, Dallas, Texas, USA

2015
- Louise Alexander Gallery, Shanghai, China – exposition personnelle – 03/2015[6]

2014
- Louise Alexander Gallery, Porto Cervo – Uncontrolled Nature – exposition personnelle – 06/2014[7]
- Ilan Engel Gallery, Paris – New Works – exposition personnelle – 06/2014
- RockGrowth 808 Atomium – Atomium, Bruxelles - espace public, installation permanente et exposition – 04/2014
- Aeroplastics Contemporary, Bruxelles – Full House: 100 artists – exposition de groupe – 04/2014
- Fondation EDF, Paris – Que la lumière soit – RewindableLight art video – 04/2014

2013 
- Musée des Arts Décoratifs, Paris – Série AbstractRock et autres œuvres dans l'exposition “Dans la ligne de mire” – 09/2013 au 03/2014
- Musée Vitra, Weil am Rhein – RewindableLight art video – Lightopia exposition de groupe – 09/2013 au 03/2014
- Galerist, Istanbul – Activated Nature – exposition personnelle – 11/2013
- Enclos des Bernardins, Paris – RockGrowth installation – 09/2013
- Mitterrand+Cramer, Geneva – new sculptures – exposition personnelle – 03/2013
- Galerie Maubert, Paris – Nouvelle Lune – exposition de groupe – 04/2013
- Mitterrand+Cramer, Geneva – new sculptures – exposition personnelle – 03/2013
- Alon Segev Gallery, London – Art13 London – salon d'art – 02/2013
- Priveekollektie, Rotterdam – Raw salon d'art – salon d'art – 02/2013
- Priveekollektie, Grand–Saconnex, Suisse – Artgenève – salon d'art – 01/2013

2012
- Passage de Retz, Paris – Nothing is quite as it seems – exposition personnelle – 11/2012
- Fondation Bisazza, Montecchio Maggiore, Italy – Experimental growth – exposition personnelle – 11/2012
- Swarovski Crystal Worlds, Wattens, Autriche – Transparent Opacity – exposition personnelle – 09/2012
- Galerist Tepebaş, Istanbul – Le Jardin de la Spéculation Cosmique – exposition de groupe – 11/2012
- Alon Segev Gallery, Tel Aviv – Genetic Intimacy – exposition personnelle – 09/2012
- London Design Museum, London – Osmosis Interactive installation at Swarovski’s Digital Crystal – exposition de groupe – 09/2012
- Jardin du Hauvel, Saint-Hymer – Art et Nature – exposition de groupe, curation par Jean–Gabriel Mitterrand – 06/2012
- Hedge Gallery, San Francisco – Flections – exposition de groupe, curation par Sabrina Buell – 06/2012
- Priveekollektie, Heusden aan de Maas – EmotionalDeflection – exposition personnelle – 05/2012
- Galerie Maubert, Paris – Le Sacre du Printemps – exposition de groupe – 04/2012
- Alon Segev Gallery, Tel Aviv – Arik Levy & Guy Yanai – exposition de groupe – 03/2012
- Stonetouch, Geneve – Candelabra – exposition de groupe – Nuit des Bains – 03/2012

2011
- Natural History Museum, London – installation – Regeneration: Osmosis Chaton Superstructures at the Natural History Museum – 09/2011
- JGM. Galerie, Paris – M+C Design 2008–2011 – exposition de groupe – Facetmoon + WireFlowRandom + BigRock – 03/2011
- Galerie Pierre–Alain Challier, Paris – Un regard d'Obsidienne – exposition de groupe – Absence – 01/2011
- Design Museum Holon, Israël – Post Fossil: excavating 21st century creation – exposition de groupe – RockFusion + SelfArcheology – 01/2011

2010
- 21_21 Design Sight gallery, Tokyo – Reality Lab – exposition de groupe – Fixing Nature Log installation – 11/2010
- Alon Segev Gallery, Tel Aviv – Natural Disorder – exposition personnelle – 10/2010
- Mitterrand+Cramer, Geneva – Geotectonic – exposition personnelle – 09/2010
- Priveekollektie, Heusden aan de Maas, The Netherlands – My Name is Arik – exposition personnelle – 09/2010
- Istanbul Modern – Log Forest – 08/2010
- Personality Disorder Social Codes installation – No Holds Barred – Art Amsterdam – 05/2010
- Eighth Veil Gallery, Los Angeles – Out there logging – exposition personnelle – 05/2010
- Santa Monica Museum of Art, États-Unis – Luminescence, between Fire & Ice – exposition personnelle – 05/2010
- Lambretto Art Project, Milano – 13 798 grams of design – group exhibiton – RockFusion Brass – 04/2010
- 21_21 Design Sight gallery, Tokyo – Post Fossil: excavating 21st century creation – exposition de groupe – RockFusion and SelfArcheology – 04/2010

2009
- Slott Gallery, Paris – Confessions – exposition de groupe Préliminaires – 12/2009
- Kenny Schachter/ROVE, London – Fruit & Flowers – exposition de groupe 10/2009
- Vienna Design Week, Vienna – Arik Levy & Swarovski Osmosis Chaton Superstructures at the Liechtenstein Museum and TableScape architectural Jewellery at Sotheby's – 10/2009
- Swarovski Crystal Palace, Ex Magazzini di Porta Genova Milano – Osmosis – 04/2009
- Oratorio Basilica di S. Ambrogio, Milano – Prophets & Penitents, Confessions of a Chair – exposition de groupe– Identity Disorder chair – 04/2009
- Galleria Nina Lumer, Milano – Love Design – exposition de groupe – Powered by JimmyJane – 04/2009

2008
- Design Miami, Miami – Beyond Organic: Design In the State of Nature – exposition de groupe – 12/2008
- Kenny Schachter/ROVE, London – Diversion – exposition de groupe – 11/2008
- Chatsworth, UK – Beyond Limits – exposition de groupe – Log Corner + Log Corner Grid – 09/2008
- Sudeley Castle, UK – The Artist’s Playground – exposition de groupe – Moon Tables – 06/2008
- Wright20, Chicago, IL – Absent Nature – 04/2008
- Barbara Davis Gallery, Houston, TX – Imperative Design – exposition de groupe – 01/2008
- Galerie Alain Gutharc, Paris – Propositions lumineuses 2 – exposition de groupe – 01/2008

2007
- Galerie NumerisCausa, Paris – Il était une fois… – exposition de groupe for the gallery’s opening – Shine light sculpture – 12/2007
- The Mews Gallery by Rabih Hage, London – Sitting Pretty – exhibition of photos by Jonathan Root, featuring a portrait of Arik Levy with his creation Identity Disorder – 09/2007
- Dialogues méditerranéens, St. Tropez – Big Rock – installation – 07/2007
- Centre des arts, Enghien–les–Bains – L’Autre – 01/2007

2006
- Drugstore Publicis, Paris – MiniMaxi – installation – 09/2006
- Baccarat, Paris – Phantom – installation – Designer’s Days 06/2006
- Passage de Retz, Paris – Big Rock – permanent installation – 05/2006
- Centre culturel français, Milan – République Libre du Design – installation Organ – 04/2006

2005
- Passage de Retz / Mouvements modernes, Paris – Du Bois Dont On Se Chauffe – 12/2005
- Gallery Alain Gutharc – Propositions lumineuses – 2005–2006
- Centre Georges-Pompidou, Paris – D.Day – installation From primitive au virtual – 06/2005
- Garanti Gallery, Istanbul – Feel before you see – 05/2005
- National Glass Centre/Glass Gallery, Sunderland, UK – Brilliant – 02/2005

2004
- Park Ryusook Gallery, Korea – Love counts – 09/2004
- Victoria & Albert Museum, London – Brilliant – 02/2004

2002
- Hertzlia Museum, Israël Video Zone Biennale – Two stars hotel – in collaboration with Sigalit Landau, 2002

2001
- Pascale Cottard–Ollsson Gallery, Stockholm – exposition personnelle – 11/2001

2000
- Isart Contemporary Art Gallery, Munich – Virtual light – 2000
- Isart Contemporary Art Gallery, Munich – Virtual/Religious’ – 2000

1997
- Sculpture Biennale Ein Hod, Israël – Humanism 2020 – 1997

1996
- Musée d'Art moderne Louisiana, Danemark – Design og identitet – 1996

1986
- Sculpture Park, Jaffa, Israël – 1986

## Expositions de design
2013
- Quantum Glass showroom, Paris – Glass is tomorrow – exposition de groupe – CollarVases collection – 02/2013

2011
- JGM. Galerie, Paris – M+C / Design 2008–2011 – exposition de groupe – FacetMoon + WireFlowRandom + BigRock – 03/2011
- Galerie Pierre–Alain Challier, Paris – Un regard d'obsidienne – exposition de groupe – Absence – 01/2011
- Design Museum Holon, Israël – Post Fossil: excavating 21st century creation – exposition de groupe – RockFusion + SelfArcheology – 01/2011

2010
- 21_21 Design Sight gallery, Tokyo – Reality Lab – exposition de groupe – Fixing Nature Log installation – 11/2010
- Alon Segev Gallery, Tel Aviv – Natural Disorder – exposition personnelle – 10/2010
- Mitterrand+Cramer, Genève – Geotectonic – exposition personnelle – 09/2010
- Priveekollektie, Heusden aan de Maas – My Name Is Arik Levy – exposition personnelle – 09/2010
- Istanbul Modern, Istanbul – Log Forest installation – Dice Kayek’s Istanbul Contrast – 08/2010
- Personality Disorder Social Codes installation – No Holds Barred – Art Amsterdam – 05/2010
- Eighth Veil Gallery, Los Angeles – Out there logging – exposition personnelle – 05/2010
- Santa Monica Museum of Art, États-Unis – Luminescence, between Fire & Ice – exposition personnelle – 05/2010
- Straf Design Hotel, Milan – Confessions – installation – 04/2010
- Lambretto Art Project, Milan – 13 798 grams of design – group exhibiton – RockFusion Brass – 04/2010
- 21_21 Design Sight, Tokyo – Post Fossil: excavating 21st century creation – exposition de groupe – RockFusion and SelfArcheology – 04/2010
- Arkitekturmuseet, Stockholm – DesignBoost: Design for Life – exposition de groupe – Crisis Blow Up Furniture – 02/2010

2009
- Slott gallery, Paris – Confessions – solo installation in Préliminaires exhibition – 12/2009
- Design Miami – HSCB Designers Lounge – Connection Collection / Volume 1 – Rockshelves and Rocksplit – 12/2009
- Swarovski Crystal Palace, Ex Magazzini di Porta Genova, Milan – Osmosis – 04/2009
- Oratorio Basilica di S. Ambrogio, Milan – Prophets & Penitents, Confessions of a Chair – exposition de groupe – Identity Disorder chair – 04/2009
- Galleria Nina Lumer, Milan – Love Design – exposition de groupe – Powered by JimmyJane – 04/2009

2008
- Design Miami, Miami – Beyond Organic: Design In the State of Nature – exposition de groupe – 12/2008
- Kenny Schachter/ROVE, Londres – Diversion – exposition de groupe – 11/2008
- Chatsworth, Royaume-Uni – Beyond Limits – exposition de groupe – Log Corner + Log Corner Grid – 09/2008
- Sudeley Castle, Royaume-Uni – The Artist’s Playground – exposition de groupe – Moon Tables – 06/2008
- Wright20, Chicago, IL – Absent Nature – 04/2008
- Barbara Davis Gallery, Houston, TX – Imperative Design – exposition de groupe – 01/2008
- Tai Ping, Cologne – The Rock carpet collection: Rock World installation – Passagen – 01/2008

2007
- Home Table Deco Fair 2007, Seoul – guest of honour – Arik at Home exhibit – 11/2007
- The Gallery, Bruxelles – Limited Edition Collections by Bitossi Ceramiche – Tubes – 11/2007
- Super Design Covent Garden/Kenny Schachter Rove, Londres – Cosmic Nature – 10/2007
- Hedge Gallery, San Francisco – Not Furniture: XXI century design – 10/2007

2006
- Triode, Paris – Total White – Galactica – 11/2006
- Kunstpaviljoen, Nieuw–Roden – Museum House – by Li Edelkoort – Rock – 10/2006
- Centre culturel français, Milan – République Libre du Design– Organ installation – 04/2006
- Forum Diffusion, Paris – 24H – 01/2006
- ShimmerGlimmerTwinkleSparkleShine! – Moss Gallery, New York – 01/2006

2005
- Passage de Retz, Paris – Du bois dont on se chauffe – 12/2005
- Museum of Modern Art, New York – Safe: Design Takes On Risk – 10/2005
- Centre des arts de Séoul, Hangaram Design Museum 10/2005
- Espace Silvera, Paris – Vipp for Handicap International – 10/2005
- Gwangju Design Biennale, Corée – New wave in design – 10/2005
- Traveling exhibition – 40/4 forty chairs in four feet – 09/2005
- Universal curiosities / trend union by Li Edelkoort – 09/2005
- Centre Georges-Pompidou, Paris – D–day, from primitive au virtual – 06/2005
- Galeries Lafayette Home, Paris – Le Petit Poucet – Designer’s Days – 06/2005
- Forum Diffusion, Paris – Belle Rebelle au Bois Dormant – Designer’s Days 06/2005
- Design_Mai, Berlin – Shots on brave new world – film 30 min, 05/2005
- Garanti Gallery, Istanbul – Feel before you see – 05/2005
- Espace Tajan, Paris – Le siège dans tous ses états – presenting Book stool 03/2005
- National Glass Centre/Glass Gallery, Sunderland, Royaume-Uni – Brilliant – 02/2005
- Design lab, Paris – Rocks – 01/2005
- Furniture Fair, Cologne – Multi functional –01/2005
- Maison & Objet, espace tendance, Paris – ULTRALUX – 01/2005

2004
- FNAC, Fonds national d’art contemporain, France – Design en stock – 2004–5
- Park Ryusook Gallery Seoul – Love counts – 09/2004
- Villa Noailles, Hyères – Sentiers lumineux – 07/2004
- Appel d’air – by Chantal Hamaide, Paris 05/2004
- “Design shooting stars” “think with the heart and feel with the brain” DVD and objects, Berlin 05/2004
- Foundation Armando Alvares Penteado, Brésil – Iluminar – 02/2004
- Victoria and Albert Museum, Londres – Brilliant – 02/2004

2003
- Cassina, Paris – Umbilical light – 11/2003–2004
- Hannovermesse, Hannover – Aspects of French design – 09/2003
- St. Pare Gallery, Paris – Emotional ergonomics – 05/2003
- Design lab, Paris – 01/2003
- Sentou, Paris – In the Air – 01/2003
- EURO RSCG BETC agency, Paris – 2D 3D – 01/2003

2002
- Cité des sciences et de l’industrie, Paris – Observeur du design – presenting Arik Sofa, 11/2002
- VIA, Paris – Translucide – presenting light Octopuss, 11/2002
- Gallery H2O, Tokyo – French design – 10/2002
- Centre Georges-Pompidou, Paris – My different Garden – 09/2002
- VIA, Paris – Label VIA – 2002
- Espace Silvera – Designer’s Days – presenting Get–set office system, 06/2002
- Abitare il tempo, Verona – Israeli designers – 03/2002

2001
- VIA, Paris – Label VIA – presenting Slim chair and cd rack, 2001
- Pascale Cottard–Ollsson Gallery, Stockholm – exposition personnelle – 11/2001
- Galerie En Attendant les Barbares, Paris – 10/2001
- Sentou Galerie, Paris – Tabourets – 2001
- Centre Georges-Pompidou, Paris – Collection design – 2001
- Museum of Modern Art, New York – Work Shipers – presenting an office system, 2001
- Galerie für angewandte Kunst, Munich – Licht – 2001
- Gilles Peyroulet & Co, Paris – Surprises – 2001
- Colette, Paris – Objets à transformer – 2001
- Musée d'Israël, Jérusalem – Ldesign at the Israel Museum – 09/2000 – 04/2001

2000
- VIA, Paris – Label VIA – 2000
- Musée de la Mode et du Textile/Union centrale des arts décoratifs, Paris – Jouer la lumière – 2000
- Isart Contemporary Art Gallery, Munich – Virtual light – 2000
- Sotheby's, Londres – Contemporary decorative arts – 2000
- Lanvin, Paris – Loft éphémère – 2000
- VIA, Paris – Carte Blanche mobilier – 2000
- Salon du Meuble/ Metropole, Paris – Repères 2000 – 2000

1999
- Salon Luminaire, Paris, 1999
- French design – Design week, Tokyo, 1999
- Galerie Passage de Retz, Paris – Le passage du siècle 1899–1999 – 1999
- VIA, Paris – Label VIA – 1999
- Salon du Meuble – Repères 1999 – 1999
- Sentou Galerie, Paris – 980°/220V – 1999

1998
- Gallery Openspace, Milan – Labirinti di luce – 1998
- Interior 98, Design for Europe, Courtrai, Belgique – Contemporary light design – 1998
- Spazio gallery, Milan – Contemporary light design – 1998
- Galerie Passage de Retz, Paris – The future au meet – 1998
- Galerie Passage de Retz, Paris – Light light – 1998

1997
- L'Ara di Diogene gallery, Paris–Milan Paris–Milano rencontre avec une nouvelle génération – 1997
- Ozone Gallery, Tokyo – presenting Terra porcelain light, 1997

1996
- Seiko AGS Ginza Gallery, Tokyo – Conceptual watch design –1996
- Musée d'Art moderne Louisiana, Danemark – Design and identity – presenting an installation, 1996

1995
- Giepac Groupe emballage, France – Exposition Creapac – 1995
- "Lustra" modular lamp, exhibition of new designed products, 1995

1991
- AXIS gallery, Tokyo – Design Thinking – presenting six projects with full scale models, 1991

## Acquisitions muséales
2010
- Art Institute of Chicago, Chicago – Contemporary Domestic Confessional – 2010
- Museum of Arts and Design, New York – Giant Giant Mega Heliodor – 2010

2009
- Triennale Design Museum, Milan – Meteorite drawing – 2009

2006
- Centre Georges-Pompidou, Paris – Installation Fractal Cloud – 2006

2005
- Centre des arts de Séoul, Hangaram Design Museum, Séoul – Umbilical Light – 2005
- Centre Georges-Pompidou Paris – Handshake light – 2005
- Centre Georges-Pompidou, Paris – Piflow light – 2005

2004
- Victoria & Albert Museum, Londres – Umbilical ball and Umbilical knitted lights – 2004

2002
- Centre Georges-Pompidou, Paris – Xm3 duo, Light pocket, Alchemy tube lights – 2002
- Centre Georges-Pompidou, Paris – Double layer chair, CD shelf – 2002

2001
- FNAC, Fonds national d'art contemporain, Paris – Infinite light video – 2001
- Musée d'Israël, Jerusalem – White hole light installation – 2001

2000
- Musée d'Israël, Jérusalem – Need light – 2000

1998
- Museum of Modern Art, New York – Need light – 1998

### Collections
- HSBC Connection Collection / Volume 1 – Rockshelves + Rocksplit – 2009

## Compétitions et récompenses
2014
- Design Plus powered by Light+Building 2014 award: Best of Design Plus - Wireflow pendants par Arik Levy pour Vibia – Francfort
- Wallpaper* Design Awards 2014 – Best line work – Wireflow pendants par Arik Levy pour Vibia – Londres

2013
- Best of Year 2013 awards/INTERIOR DESIGN : category Lighting: Floor and Sconce – Fold lighting collection par Arik Levy pour Vibia – États-Unis

2011
- Good Design award: Pattern collection for EMU – États-Unis
- Design Plus powered by ISH 2011 award: best product – Structure collection for Inbani – Francfort

2010
- Grand Prix Stratégies du Design 2010: best Branding Packaging – bottle A Scent for Issey Miyake – Paris

2009
- Red Dot Design Award: best product design 2009 – SH05 ARIE shelving system by E15 – Essen
- The Interior Innovation Award, category “Best of the Best” – SH05 Arie shelving system by E15 – Cologne
- Wallpaper* Design Awards 2009 – Best new beds – Landscape par Arik Levy pour Verardo – Italie
- Wallpaper* Design Awards 2009 – Best shelving – Fluid par Arik Levy pour Desalto – Italie

2008
- JANUS Award for Industry, design and innovation 2008 – Log Light by Saasz – Paris
- Label VIA, Torch table lamp by Baccarat – France, 2008
- Red Dot Design Award: best product design 2008 – Mistic collection by Gaia & Gino – Essen, Allemagne
- Elle décoration International Design Awards 2008 – Designer of the year

2008
- Wallpaper* Design Awards 2007 – Best modular furniture – Cubic Meter by A. Levy for Kenny Schachter – Londres
- Design PLUS Award 2008, Mitos glassware collection by Kvetna – Francfort
- Globes de Crystal Arts et Culture 2008 Paris Première – Best Designer – Paris

2007
- JANUS Award for Industry, design and innovation 2007, Invisible system by Visplay – Paris
- Wallpaper* Design Awards 2007, Furniture designer of the year, finalist – Londres
- Wallpaper* Design Awards 2007 – Best centerpiece – Mistic collection by Gaia & Gino – Londres

2006
- Design PLUS Award 2006, Mistic vase by Gaia&Gino

2005
- The Interior Innovation Award, category “Best detail” 4to8 table by Desalto – Cologne
- The Interior Innovation Award, category “Best detail” Liko glass table by Desalto – Cologne
- Elle décoration magazine Design Award for lighting (2nd edition)

2003
- The Interior Innovation Award, category “Best of the Best” Liko table by Desalto – Cologne

2002
- Prix de l’Observeur du Design/APCI, Arik sofa by Ligne Roset – France
- Grand Prix de la Presse Internationale de la Critique du Meuble Contemporain, Arik sofa by Ligne Roset – France, 2002
- Label VIA, Arik sofa by Ligne Roset – France, 2002

2001
- Cartier international office furniture and light system in collaboration with Vitra
- Label VIA, Slim stacking chair by Ligne Roset – France, 2001
- George Nelson Award, Interior magazine, 2001

2000
- Label Via, U cd shelf by Ligne Roset – France, 2000
- iF Award light fixtures – Allemagne, 2000
- L'Express Best of category Light – France, 2000
- Carte blanche VIA – France

1999
- Label VIA, Light Pocket lamp by Ligne Roset – France
- Grand Prix de la Presse Internationale de la Critique du Meuble Contemporain, Cloud lamp – France
- Design PLUS Award 1999, Ambiente Fair, Seed porcelaine lamp – Francfort

1997
- Mouvement français de la qualité – posters for “Qualité 97” campaign – Paris, 1997

1991
- Seiko Epson (International Art Center Award) – Japon, 1991